# بولي (موريتانيا)
بولي هي بلدة ريفية موريتانية تقع في مقاطعة ولد ينج في منطقة كيدي ماغا الواقعة في جنوب موريتانيا.

## الموقع
تقع بلدة بولي في مقاطعة ولد ينج جنوب منطقة كيدي ماغا الواقعة في جنوب موريتانيا، وتبلغ مساحتها 573 كيلومتر مربع، ويحدها من جهة الشمال بلدية دافور وبلدية التكتاكة وبلدية ولد ينج، ومن جهة الحنوب الغربي بلدية سوفي وبلدية حاسي شكار، ومن جهة الشمال الغربي بلدية التاشوط، بينما يحدها من جهة الشرق نهر كاراكورو الذي يشكل حدود البلدة مع مالي. وتتتألف بلدة بولي من تسعة عشر منطقة محلية:

## السكان
شهدت بلدة بولي نموًّا سكانيًّا ملحوظًا خلال القرن الحادي والعشرين، حيث ارتفع عدد سكان البلدة من 11073 نسمة في عام 2000، إلى 14906 نسمة في عام 2013 بمُعدل نمو سنوي بلغ 2.4٪ على مدى 13 عامًا. ينتمي معظم السكان المقيمين بالبلدة ينتمون إلى السوننكي والحراطين والفولاني والموريين، ويتكلمون اللغات السوننكية والحسانية والفولانية والفرنسية كلغة عمل.

## التاريخ
تأسست بلدة بولي في عام 1715، وتبعد عن بلدة سيليبابي عاصمة الإقليم حوالي 55 كيلو مترًا، وتبعد نحو 30 كيلو مترًا عن بلدة ولد ينجي عاصمة مقاطعة ولد ينج. تحوّلت البلدة إلى بلدية بموجب المرسوم الصادر في 20 أكتوبر عام 1987 بشأن تأسيس البلديات الموريتانية.

## الاقتصاد
تشتهر بلدة بولي بزراعة الدخن والذرة والفول. تُشكل الزراعة النشاط الاقتصادي الرئيسي لسكان بلدة بولي مثلهم في ذلك مثل سكان جميع البلدات الموريتانية الموجودة في المنطقة تقريبًا. ومع ذلك فلا يزال اقتصاد البلدة متواضعًا وهش بسبب ما يواجهه من عقبات تُعرقل محاولات تنميته، ولا سيما الظروف المناخية أو قلة الإمكانيات المتوفرة للمزارعين. وفي سبيل للتغلب على هذه المعوقات، قامت الحكومة الموريتانية بالتعاون مع المنظمات غير الحكومية المختلفة لتمويل عدد من المشاريع التي تُساعد على تحسين الظروف المعيشية لسكان البلدة في مختلف القطاعات، ولا سيما في المجالات الصحية والتعليمية والزراعية والدينية وغيرها. إلى جانب الزراعة هناك أنشطة اقتصادية أخرى تُعدّ من مصادر الدخل لسكان البلدة أيضًا مثل الثروة الحيوانية، والحرف اليدوية، والتجارة الصغيرة والبستنة وزراعة الحدائق نظرًا لكون وادي نهر كاريكورو هو الأرض الرطبة الوحيدة في هذا الجزء من إفريقيا، مما جعل سكان هذه المنطقة يعتمدون على الموارد الطبيعية فقط. بدأ سكان البلدة ممارسة نشاط تسويق البستنة في عام 1993 من خلال زراعة 117 حديقة زُرع نحو 54٪ منها بشكل جماعي. تتميز القرية أيضًا بمعدلات هجرة مرتفعة إلى أوروبا وأفريقيا الوسطى.

## الخدمات
تضم بلدة بولي مركزًا صحيًّا ومدرسة يعود تاريخ إنشاءها غلى عام 1945.